# NGC 4679
NGC 4679 (również PGC 43170) – galaktyka spiralna z poprzeczką (SBc), znajdująca się w gwiazdozbiorze Centaura. Odkrył ją John Herschel 22 kwietnia 1835 roku.
W galaktyce tej zaobserwowano supernową SN 2001cz.